# Brent kerület
Brent kerület egy kerület London külső részén.

## Fekvése
Határai: északnyugaton Harrow, északkeleten Barnet, keleten Camden, délen Ealing, Hammersmith and Fulham, valamint Kensington and Chelsea határolja.

## Története
Brentet 1965-ben hozták létre Wembley Városi Kerület és Willesden Városi Kerület összevonásából. Azodáig Middlesexhez tartoztak. Neve a Brent folyóból ered.
A 2001-es népszámlálás adatai szerint az itteni lakosság legnagyobb aránya (46,53%) született az Egyesült Királyság területén kívül.

## Népessége
A kerület népessége a korábbiakban az alábbi módon alakult:
| Lakosok száma | 311 215 | 314 700 | 324 000 | 330 795 | 341 221 |
|               | 2011    | 2012    | 2015    | 2018    | 2022    |

## Mottó
Brent mottója: Forward Together, Együtt előre

## Önkormányzata
A Brent Kerületi Közgyűlés összetétele 1964 óta a következő képpen alakult: 
| Év   | Adminisztráció | Adminisztráció | Munkáspárt | Konzervatív | Liberális Demokraták |
| ---- | -------------- | -------------- | ---------- | ----------- | -------------------- |
| 1964 |                | Munkáspárt     | 34         | 26          | 0                    |
| 1968 |                | Konzervatív    | 11         | 49          | 0                    |
| 1971 |                | Munkáspárt     | 38         | 22          | 0                    |
| 1974 |                | Munkáspárt     | 35         | 25          | 0                    |
| 1978 |                | Munkáspárt     | 39         | 27          | 0                    |
| 1982 |                | Nincs többség  | 33         | 30          | 3                    |
| 1986 |                | Munkáspárt     | 43         | 20          | 3                    |
| 1990 |                | Nincs többség  | 29         | 31          | 6                    |
| 1994 |                | Nincs többség  | 28         | 33          | 5                    |
| 1998 |                | Munkáspárt     | 43         | 19          | 4                    |
| 2002 |                | Munkáspárt     | 35         | 19          | 9                    |
| 2006 |                | Nincs többség  | 21         | 15          | 27                   |
| 2010 |                | Munkáspárt     | 40         | 6           | 17                   |
| 2014 |                | Munkáspárt     | 56         | 6           | 1                    |
| 2018 |                | Munkáspárt     | 60         | 3           | 0                    |
| 2022 |                | Munkáspárt     | 49         | 5           | 3                    |

### Választási eredmények körzetenként

2002-es eredmények
2006-os eredmények
2010-es eredmények
2014-es eredmények
2018-as eredmények

## Látnivalók
- Wembley Stadion
- Neasden Templom

A Brent Cross bevásárlóközpont Barnetben van. Nevét onnan kapta, hogy a Brent folyó partjára épült.

## Körzetek
- Alperton
- Brondesbury
- Church End
- Dollis Hill
- Harlesden
- Kensal Green
- Kensal Rise
- Kenton (egy része Harrowhoz tartozik)
- Kiburn (egy része Camdenhez tartozik
- Kingsbury
- Neasden
- Park Royal (egy része Ealinghez tartozik
- Preston
- Queensbury
- Stonebridge
- Sudbury
- Tokyngton
- Wembley
- Wembley Park
- Willesden
- Willesden Green

Brent 21 választókerületre van osztva. Ezek többsége mind nevében, mind területét tekintve megegyezik egyes körzetek neveivel. A helyi választókerületek: Alperton, Barnhill, Brondesbury Park, Dollis Hill, Dudden Hill, Fryent, Harlesden, Kensal Green, Kenton, Kilburn, Mapesbury, Northwick Park, Preston, Queen's Park , Queensbury, Stonebridge, Sudbury, Welsh Harp, Wembley Central, Willesden Green.
Brent jelenleg három parlamenti választókerületre oszlik. Ezek: Brent North, Brent East és Brent South. Egy felülvizsgálatot követően úgy döntöttek, hogy a 2009-ben vagy 2010-ben esedékes parlamenti választásokon már csak két kerület lesz: Brent Central és Brent North.